# Richard Burpee Hanson
Pour les articles homonymes, voir Richard Hanson et Hanson.
Richard Burpee Hanson (1879-1948) était un avocat et un homme politique canadien qui fut député du Nouveau-Brunswick.

## Biographie
Richard Burpee Hanson naît le 20 mars 1879 à Bocabec, au Nouveau-Brunswick. Il commence sa carrière politique en devenant maire de Fredericton de 1918 à 1920 puis se lance en politique fédérale en étant élu le 28 mai 1921 député conservateur de la circonscription de York—Sunbury lors d'une élection partielle due à la mort de Harry Fulton McLeod. Il est ensuite réélu la même année, puis en 1925, 1926, 1930. Il perd face à William George Clark, futur lieutenant-gouverneur de la province, en 1935 mais retrouve son siège en 1940, cette fois sous la bannière du Gouvernement national. Durant ses années de présence à la Chambre des communes, il est nommé ministre du commerce du 17 novembre 1934 au 22 octobre 1935 sous le gouvernement Bennett.
Richard Burpee Hanson meurt le 14 juillet 1948 à Fredericton,.